# Peter Gentzel
Peter Gentzel, švedski rokometaš, * 12. oktober 1968, Gothenburg.
Leta 2000 je na poletnih olimpijskih igrah v Sydneyju v sestavi švedske reprezentance osvojil srebrno olimpijsko medaljo.